# Pregibanje
Pregibanje ili previjanje je postupak spajanja plastičnom deformacijom krajeva limenih spojnih dijelova, a sastoji se od niza operacija savijanja i oblikovanja bridova limova u cilju njihovog međusobnog spajanja. Dijelovi koji se spajaju moraju biti izrađeni od metala dobre gnječivosti, tako da pri savijanju ne nastaju pukotine. Krajevi dijelova savijaju se u obliku slova U, umetnu jedan u drugi i silom pritiska učvrste. Pregibni spojevi mogu biti jednostruki i višestruki, najčešće su neposredni, a rjeđe posredni s vezicom. Na ovaj način se spajaju limovi čija debljina ne prelazi 0,7 do 0,8 milimetara. Primjenjuje se za lake limene konstrukcije (izrada oluka, aluminijskog okova, pakiranje ili ambalaža). Ovakav način spajanja ne pruža sigurnu nepropusnost, pa se zato dopunjava drugim postupcima spajanja: mekim lemljenjem sastavnih dijelova spoja, umetanjem brtvi u profilne nabore (za meke čelične limove) ili nanošenjem lakova i boja u profilirane nabore (za aluminijske limove).

## Postupak pregibanja
Pregiba se limarskim postupcima obrade plastičnom deformacijom na hladno. Spojni se dijelovi izrađuju probijanjem ili izrezivanjem iz lima. Na krajevima spojnih dijelova treba biti predviđen dodatak za pregibanje. Ručno se pregibanje izvodi s pomoću škripaca s polimernim čeljustima koje imaju zaobljene rubove preko kojih se, polimernim ili drvenim čekićima, savijaju krajevi dijelova. Nakon sastavljanja dijelovi se gustim laganim udarcima učvrste u spoju. Strojno se pregibanje izvodi na tijescima (prešama) s pomoću alata za savijanje koji se sastoji od žiga i matrice. Spoj nije nepropustan, pa se nepropusnost može postići kitanjem, lijepljenjem ili lemljenjem, umetanjem brtvi u profilne nabore (za meke čelične limove) ili nanošenjem lakova i naliča (boja) u profilirane nabore (za aluminijske limove). 

### Primjena pregibanja
Pregibanjem se spajaju limeni dijelovi najčešće od mekanih čelika, aluminija i aluminijskih slitina za gnječenje, bakra i bakrenih slitina za gnječenje. Pregibanje se može primjenjivati za izradu limenih posuda, limenih kućišta, oluka, limenih cijevi s uzdužnim šavom, a vrlo je često pri izradi limene ambalaže, na primjer limenaka za hranu i piće, i pri zatvaranju tuba u prehrambenoj, farmaceutskoj i kozmetičkoj industriji.

## Porubljivanje
Porubljivanje je postupak spajanje plastičnom deformacijom ruba na metalnome cjevastom dijelu koji se spaja s drugim cjevastim, valjkastim ili pločastim dijelom. Porubljuje se na cjevastom dijelu, tankih stijenka (najbolje do 1 milimetar), od mekanog i žilavog metala. Drugi spojni dio može biti od metala ili nemetala bilo kojih svojstava. Spajanje porubljivanjem izvodi se hladnom plastičnom deformacijom na strojevima i može se automatizirati. 

### Primjena porubljivanja
Dio kojemu se oblikuje rub može biti od aluminija i aluminijskih slitina za gnječenje, bakra i slitina za gnječenje, te mekših čelika. Spojni dio na kojemu se ne provodi plastična deformacija može biti od bilo kojega metala (svojstvo gnječivosti nije važno) ili od nemetala, na primjer od stakla, porculana, keramike ili polimernih materijala. Spoj je nerastavljiv i ima široku primjenu u industrijskoj proizvodnji. Najviše se primjenjuje za zatvaranje limene i staklene ambalaže u prehrambenoj industriji, u industriji bezalkoholnih i alkoholnih pića i u farmaceutskoj industriji, zatim u proizvodnji strujnih osigurača i prekidača, mjernih i optičkih instrumenata i uređaja (metalni okviri i stakleni dijelovi) i tako dalje. 

## Preklapanje
Preklapanje je neposredan spoj dobiven plastičnom deformacijom izdanaka (ispusta) na metalnome spojnome dijelu. Preklapanjem međusobno se spajaju dva metalna dijela ili metalni s nemetalnim. Plastična se deformacija izvodi na metalnome dijelu na kojemu je izrađen potreban broj izdanaka (jedan ili više). Dio s izdancima izrađuje se od mekanog i žilavog metala, obično probijanjem iz tanjih limova. Na drugome se spojnome dijelu izrade prorezi (ušice). Pri spajanju se izdanci provuku kroz proreze i presaviju. Spoj je nerastavljiv ili djelomično rastavljiv i nema veliku čvrstoću. Preklapanje se može izvoditi ručno s pomoću kliješta i drvenih ili polimernih čekića ili s pomoću strojeva. Plastična deformacija izdanka izvodi se na hladno. 

### Postupak preklapanja
Preklapanjem se spajaju dijelovi od mekših metala: aluminija i njegovih slitina, bakra i njegovih slitina i mekih čelika. Dio s ušicom može biti od metala ili nekih nemetala: polimerni materijali, karton, koža i tkanina, uz napomenu da može biti višeslojan i od različitih materijala, kao na primjer kod kožne galanterije, gdje se metalne bradavice ili kopče preklapanjem mogu spojiti za torbe i kovčege. Preklapanje je vrlo jefin, jednostavan i brz postupak koji se može primijeniti u pojedinačnoj, serijskoj i masovnoj proizvodnji, a najčešći je u industriji igračaka i malih kućanskih aparata. Važan je i pri proizvodnji potenciometara (na primjer za spajanje metalnog kućišta s izolacijskim poklopcem od polimernog materijala) i malih elektromotora, gdje se oko kućišta elektromotora od polimernog materijala preklapanjem pričvrsti ojačanje od čeličnog lima. 

## Utiskivanje
Utiskivanje je postupak neposrednog spajanja dijelova utiskivanjem žlijeba u jednome spojnome dijelu ili u obama. Utiskivanjem spajaju se dva, jedan u drugi umetnuta dijela, od kojih je onaj na kojemu se utiskuje žljeb uvijek cjevastog oblika, tankih stijena i obavezno od mekanog i žilavog materijala. Kada je umetnuti dio izrađen od metala i ima puni presjek, ili kada je od nemetala, a ima puni ili šuplji presjek, na njemu se mora izraditi zaobljena udubina na mjestu budućega spoja. Utiskivanje se izvodi hladnom plastičnom deformacijom na strojevima s pomoću alata za utiskivanje koji na obodu ima izbočinu koja je negativ žljeba. Alat se giba pravocrtno okomito na središnjicu dijelova za dubinu žljeba, a dijelovi se okreću. Žljeb može biti neprekidan po cijelom obodu dijelova ili isprekidan. Postupak se može automatizirati. 

### Primjena utiskivanja
Spojni dio na kojemu se utiskuje žlijeb od mekanih je i žilavih čelika, aluminija i njegovih slitina, bakra i njegovih slitina i slitina cinka. Dio na kojemu se ne izvodi utiskivanje, nego se žlijeb izrađuje pri njegovoj izradi, na primjer strojnoj obradi skidanja čestica ili lijevanjem, može biti od polimernih materijala, tvrde gume, stakla, porculana ili kamenine. Takvi spojevi nisu za velika opterećenja. Utisnuti spoj osigurava odgovarajući uzdužni položaj dijelova, to jest sprječava njihovo uzdužno pomicanje. Utiskivanje se primjenjuje za spajanje cijevi, ugradnju suženja (prigušnica) u cijevi, učvršćivanje staklenog ili polimernog prozorčića u limeno kućište mjernih instrumenata, spajanje rukavaca s tijelom osovine i drugo. Često se spajanje utiskivanjem kombinira s porubljivanjem.